# Drujba (Bélgorod)
Drujba - Дружба (rus) - és un poble (un possiólok) de l'óblast de Bélgorod, a Rússia. El 2010 tenia 278 habitants. Pertany al districte (raion) de Valuiki.